# هنري فولي
هنري فولي (بالإنجليزية: Henry M. Foley)‏ (و. 1917 – 1982 م) هو فيزيائي، وأستاذ جامعي من الولايات المتحدة الأمريكية .

## مناصب وهيئات
أدار جامعة كولومبيا.

## جوائز
حصل على جوائز منها:
- زمالة غوغنهايم.